# Brumal
Brumal é um distrito do município brasileiro de Santa Bárbara, no estado de Minas Gerais. Segundo o censo demográfico de 2022, realizado pelo Instituto Brasileiro de Geografia e Estatística (IBGE), sua população era de 1 413 habitantes e havia 476 domicílios particulares permanentes ocupados. Possui área de 64,84 km² conforme a Fundação João Pinheiro (FJP).
Foi fundado nos primeiros anos do século XVIII (1701) devido à descoberta de ouro pelo bandeirante Antônio Bueno na Serra do Caraça, sendo reconhecido como distrito pela lei provincial nº 2.085 de 24 de dezembro de 1874.

## As cavalhadas
Em todos os anos no dia da festa de Santo Amaro acontece a cavalhada de Brumal. Cavalhadas são festas que vieram da idade média e representam a luta entre Mouros e Cristão para conquistar a Terra Santa. Na Cavalhada há desfiles de cavalheiros, corridas e jogos acompanhados por um conjunto musical. Dizem que o Sr. Jorge da Siva Calunga (morador do distrito) fez uma promessa a Santo Amaro e se a graça fosse alcançada faria em Brumal no dia da festa de Santo Amaro uma Cavalhada em homenagem ao santo, no ano de 1937. Desde então a cavalhada tornou-se folclore, e todos os anos a cavalhada está firme e forte para não ser esquecida.